# Illmensee
Illmensee es un municipio alemán perteneciente al distrito de  Sigmaringa en el estado federado de Baden-Wurtemberg.

## Geografía
El municipio (Gemeinde) de Illmensee se encuentra a lo largo de la frontera de Sigmaringen con el distrito de Ravensburg al este y el distrito de Bodensee al sur. El municipio se encuentra físicamente en una depresión formada por la glaciación Würm en la región montañosa de la Alta Suabia. Los tres lagos del municipio, el propio Illmensee, el Ruschweiler, y el Volzer son lagos glaciares que también se formaron por la glaciación Würm. La elevación sobre el nivel del mar en el área municipal va desde una altura de 833 metros Normalnull (NN) hasta los 667 metros NN.
La reserva natural de los lagos Ruschweiler y Volzer, protegida por el gobierno federal, se encuentra en el municipio de Illmensee.